# Тайбе Юсейн
Тайбе Юсейн Мустафа (болг. Тайбе Юсеин Мустафа; нар. 4 травня 1991, село Мидрево, Разградська область, Болгарія) — болгарська борчиня вільного стилю, чемпіонка, дворазова бронзова та триразова срібна призерка чемпіонатів світу, дворазова чемпіонка, триразова срібна та бронзова медалістка чемпіонатів Європи, бронзова призерка Європейських ігор, учасниця Олімпійських ігор. Срібна призерка чемпіонату світу з пляжної боротьби.

## Спортивні результати на міжнародних змаганнях

### Виступи на Олімпіадах
| Змагання                    | Збірна   | Вагова категорія          | Місце  |
| --------------------------- | -------- | ------------------------- | ------ |
| Літні Олімпійські ігри 2016 | Болгарія | жіноча боротьба, до 63 кг | 13     |
| Літні Олімпійські ігри 2020 | Болгарія | жіноча боротьба, до 62 кг | Бронза |

### Виступи на Чемпіонатах світу
| Змагання                                | Збірна   | Вагова категорія          | Місце  |
| --------------------------------------- | -------- | ------------------------- | ------ |
| Чемпіонат світу з пляжної боротьби 2009 | Болгарія | до 70 кг                  | Срібло |
| Чемпіонат світу з боротьби 2009         | Болгарія | жіноча боротьба, до 59 кг | 25     |
| Чемпіонат світу з боротьби 2010         | Болгарія | жіноча боротьба, до 59 кг | 19     |
| Чемпіонат світу з боротьби 2011         | Болгарія | жіноча боротьба, до 63 кг | 13     |
| Чемпіонат світу з боротьби 2012         | Болгарія | жіноча боротьба, до 63 кг | Срібло |
| Чемпіонат світу з боротьби 2013         | Болгарія | жіноча боротьба, до 59 кг | Срібло |
| Чемпіонат світу з боротьби 2014         | Болгарія | жіноча боротьба, до 60 кг | Бронза |
| Чемпіонат світу з боротьби 2015         | Болгарія | жіноча боротьба, до 63 кг | Бронза |
| Чемпіонат світу з боротьби 2017         | Болгарія | жіноча боротьба, до 63 кг | 11     |
| Чемпіонат світу з боротьби 2018         | Болгарія | жіноча боротьба, до 62 кг | Золото |
| Чемпіонат світу з боротьби 2019         | Болгарія | жіноча боротьба, до 62 кг | Срібло |

### Виступи на Чемпіонатах Європи
| Змагання                         | Збірна   | Вагова категорія          | Місце  |
| -------------------------------- | -------- | ------------------------- | ------ |
| Чемпіонат Європи з боротьби 2010 | Болгарія | жіноча боротьба, до 59 кг | Срібло |
| Чемпіонат Європи з боротьби 2011 | Болгарія | жіноча боротьба, до 63 кг | Срібло |
| Чемпіонат Європи з боротьби 2014 | Болгарія | жіноча боротьба, до 60 кг | Бронза |
| Чемпіонат Європи з боротьби 2016 | Болгарія | жіноча боротьба, до 63 кг | 9      |
| Чемпіонат Європи з боротьби 2017 | Болгарія | жіноча боротьба, до 63 кг | Срібло |
| Чемпіонат Європи з боротьби 2018 | Болгарія | жіноча боротьба, до 62 кг | Золото |
| Чемпіонат Європи з боротьби 2019 | Болгарія | жіноча боротьба, до 62 кг | Золото |
| Чемпіонат Європи з боротьби 2020 | Болгарія | жіноча боротьба, до 62 кг | Бронза |
| Чемпіонат Європи з боротьби 2021 | Болгарія | жіноча боротьба, до 62 кг | 9      |
| Чемпіонат Європи з боротьби 2022 | Болгарія | жіноча боротьба, до 62 кг | Золото |

### Виступи на Європейських іграх
| Змагання              | Збірна   | Вагова категорія          | Місце  |
| --------------------- | -------- | ------------------------- | ------ |
| Європейські ігри 2015 | Болгарія | жіноча боротьба, до 60 кг | Бронза |
| Європейські ігри 2019 | Болгарія | жіноча боротьба, до 62 кг | 5      |

### Виступи на інших змаганнях
| Змагання                                                        | Збірна   | Вагова категорія          | Місце  |
| --------------------------------------------------------------- | -------- | ------------------------- | ------ |
| Турнір Дана Колова — Николи Петрова 2009                        | Болгарія | жіноча боротьба, до 59 кг | Срібло |
| Турнір Дана Колова — Николи Петрова 2010                        | Болгарія | жіноча боротьба, до 59 кг | Золото |
| Турнір Дана Колова — Николи Петрова 2011                        | Болгарія | жіноча боротьба, до 63 кг | Золото |
| Олімпійський кваліфікаційний турнір з боротьби 2012 (Софія)     | Болгарія | жіноча боротьба, до 63 кг | 9      |
| Олімпійський кваліфікаційний турнір з боротьби 2012 (Тайюань)   | Болгарія | жіноча боротьба, до 63 кг | 7      |
| Олімпійський кваліфікаційний турнір з боротьби 2012 (Гельсінкі) | Болгарія | жіноча боротьба, до 63 кг | 16     |
| Меморіал Іона Корнеану 2013                                     | Болгарія | жіноча боротьба, до 63 кг | Срібло |
| Меморіал Вацлава Циолковського 2013                             | Болгарія | жіноча боротьба, до 59 кг | Срібло |
| Вогні Москви 2013                                               | Болгарія | жіноча боротьба, до 63 кг | Бронза |
| Міжнародний меморіал Дейва Шульца 2014                          | Болгарія | жіноча боротьба, до 63 кг | 5      |
| Турнір Дана Колова — Николи Петрова 2014                        | Болгарія | жіноча боротьба, до 63 кг | Золото |
| Відкритий чемпіонат Польщі з боротьби 2014                      | Болгарія | жіноча боротьба, до 60 кг | Срібло |
| Вогні Москви 2014                                               | Болгарія | жіноча боротьба, до 63 кг | 6      |
| Klippan Lady Open 2015                                          | Болгарія | жіноча боротьба, до 58 кг | Бронза |
| Турнір Дана Колова — Николи Петрова 2015                        | Болгарія | жіноча боротьба, до 60 кг | 5      |
| Відкритий чемпіонат Польщі з боротьби 2015                      | Болгарія | жіноча боротьба, до 63 кг | 5      |
| Золотий Гран-прі з боротьби 2015                                | Болгарія | жіноча боротьба, до 63 кг | Срібло |
| Турнір Дана Колова — Николи Петрова 2016                        | Болгарія | жіноча боротьба, до 63 кг | Срібло |
| Відкритий чемпіонат Польщі з боротьби 2016                      | Болгарія | жіноча боротьба, до 63 кг | Бронза |
| Гран-прі Іспанії з боротьби 2016                                | Болгарія | жіноча боротьба, до 63 кг | 5      |
| Кубок Європейських націй з боротьби 2016                        | Болгарія | команда                   | 6      |
| Гран-прі «Іван Яригін» 2017                                     | Болгарія | жіноча боротьба, до 63 кг | Бронза |
| Турнір Яшара Догу 2017                                          | Болгарія | жіноча боротьба, до 63 кг | Бронза |
| Турнір Дана Колова — Николи Петрова 2017                        | Болгарія | жіноча боротьба, до 63 кг | Срібло |
| Відкритий чемпіонат Польщі з боротьби 2017                      | Болгарія | жіноча боротьба, до 63 кг | Бронза |
| Гран-прі Іспанії з боротьби 2017                                | Болгарія | жіноча боротьба, до 63 кг | Срібло |
| Гран-прі «Іван Яригін» 2018                                     | Болгарія | жіноча боротьба, до 62 кг | 13     |
| Турнір Дана Колова — Николи Петрова 2018                        | Болгарія | жіноча боротьба, до 62 кг | Золото |
| Турнір Яшара Догу 2018                                          | Болгарія | жіноча боротьба, до 62 кг | Золото |
| Меморіал Іона Корнеану і Ладислава Сімона 2018                  | Болгарія | жіноча боротьба, до 62 кг | Золото |
| Henri Deglane Challenge 2018                                    | Болгарія | команда                   | Срібло |
| Турнір Дана Колова — Николи Петрова 2019                        | Болгарія | жіноча боротьба, до 62 кг | Срібло |
| Меморіал Іона Корнеану і Ладислава Сімона 2019                  | Болгарія | жіноча боротьба, до 62 кг | Золото |
| Турнір Яшара Догу 2020                                          | Болгарія | жіноча боротьба, до 62 кг | 8      |
| Відкритий чемпіонат Польщі з боротьби 2021                      | Болгарія | жіноча боротьба, до 65 кг | Бронза |
| Турнір Яшара Догу 2021                                          | Болгарія | жіноча боротьба, до 62 кг | Золото |

### Виступи на змаганнях молодших вікових груп
| Змагання                                       | Збірна   | Вагова категорія          | Місце  |
| ---------------------------------------------- | -------- | ------------------------- | ------ |
| Чемпіонат Європи з боротьби серед кадетів 2006 | Болгарія | жіноча боротьба, до 56 кг | Бронза |
| Чемпіонат Європи з боротьби серед кадетів 2007 | Болгарія | жіноча боротьба, до 60 кг | 7      |
| Чемпіонат Європи з боротьби серед юніорів 2009 | Болгарія | жіноча боротьба, до 59 кг | Бронза |
| Чемпіонат світу з боротьби серед юніорів 2009  | Болгарія | жіноча боротьба, до 59 кг | Бронза |
| Чемпіонат Європи з боротьби серед юніорів 2010 | Болгарія | жіноча боротьба, до 59 кг | Бронза |
| Чемпіонат світу з боротьби серед юніорів 2010  | Болгарія | жіноча боротьба, до 63 кг | Бронза |
| Чемпіонат Європи з боротьби серед юніорів 2011 | Болгарія | жіноча боротьба, до 63 кг | Бронза |
| Чемпіонат світу з боротьби серед юніорів 2011  | Болгарія | жіноча боротьба, до 63 кг | Золото |